# Saarstahl AG
 (novembre 2021).
 (novembre 2021).
Si vous disposez d'ouvrages ou d'articles de référence ou si vous connaissez des sites web de qualité traitant du thème abordé ici, merci de compléter l'article en donnant les références utiles à sa vérifiabilité et en les liant à la section « Notes et références ».
 (janvier 2021).
La mise en forme du texte ne suit pas les recommandations de Wikipédia : il faut le « wikifier ».
Les points d'amélioration suivants sont les cas les plus fréquents. Le détail des points à revoir est peut-être précisé sur la page de discussion.
- Les titres sont pré-formatés par le logiciel. Ils ne sont ni en capitales, ni en gras.
- Le texte ne doit pas être écrit en capitales (les noms de famille non plus), ni en gras, ni en italique, ni en « petit »…
- Le gras n'est utilisé que pour surligner le titre de l'article dans l'introduction, une seule fois.
- L'italique est rarement utilisé : mots en langue étrangère, titres d'œuvres, noms de bateaux, etc.
- Les citations ne sont pas en italique mais en corps de texte normal. Elles sont entourées par des guillemets français : « et ».
- Les listes à puces sont à éviter, des paragraphes rédigés étant largement préférés. Les tableaux sont à réserver à la présentation de données structurées (résultats, etc.).
- Les appels de note de bas de page (petits chiffres en exposant, introduits par l'outil «  Source ») sont à placer entre la fin de phrase et le point final[comme ça].
- Les liens internes (vers d'autres articles de Wikipédia) sont à choisir avec parcimonie. Créez des liens vers des articles approfondissant le sujet. Les termes génériques sans rapport avec le sujet sont à éviter, ainsi que les répétitions de liens vers un même terme.
- Les liens externes sont à placer uniquement dans une section « Liens externes », à la fin de l'article. Ces liens sont à choisir avec parcimonie suivant les règles définies. Si un lien sert de source à l'article, son insertion dans le texte est à faire par les notes de bas de page.
- La présentation des références doit suivre les conventions bibliographiques. Il est recommandé d'utiliser les modèles {{Ouvrage}}, {{Chapitre}}, {{Article}}, {{Lien web}} et/ou {{Bibliographie}}. Le mode d'édition visuel peut mettre en forme automatiquement les références.
- Insérer une infobox (cadre d'informations à droite) n'est pas obligatoire pour parachever la mise en page.

Pour une aide détaillée, merci de consulter Aide:Wikification.
Si vous pensez que ces points ont été résolus, vous pouvez retirer ce bandeau et améliorer la mise en forme d'un autre article.
Saarstahl AG est un groupe sidérurgique allemand basé à Völklingen, en Sarre, qui est majoritairement détenue par la SHS Stahl-Holding-Saar GmbH & Co. KGaA (de).
En 2020, Saarstahl emploie environ 5 300 salariés pour un chiffre d'affaires d'environ 1,2 milliard d’euros.
En 2021, Saarstahl fait l'acquisition de l'aciérie électrique Saarstahl Ascoval dans le Nord et du laminoir à rail Saarstahl Rail en Moselle.

## Histoire
La Société Saarstahl AG a été fondée en 1989. Mais elle trouve ses origines dans trois sites historiques sarrois encore en activité: 
- Le site de Neunkirchen est apparu dès 1593. Il est aujourd'hui l'un des plus anciens sites sidérurgiques encore actif en Allemagne. Il a été dirigé par la famille Stumm[3].
- Le site de Burbach a été fondé en 1856.

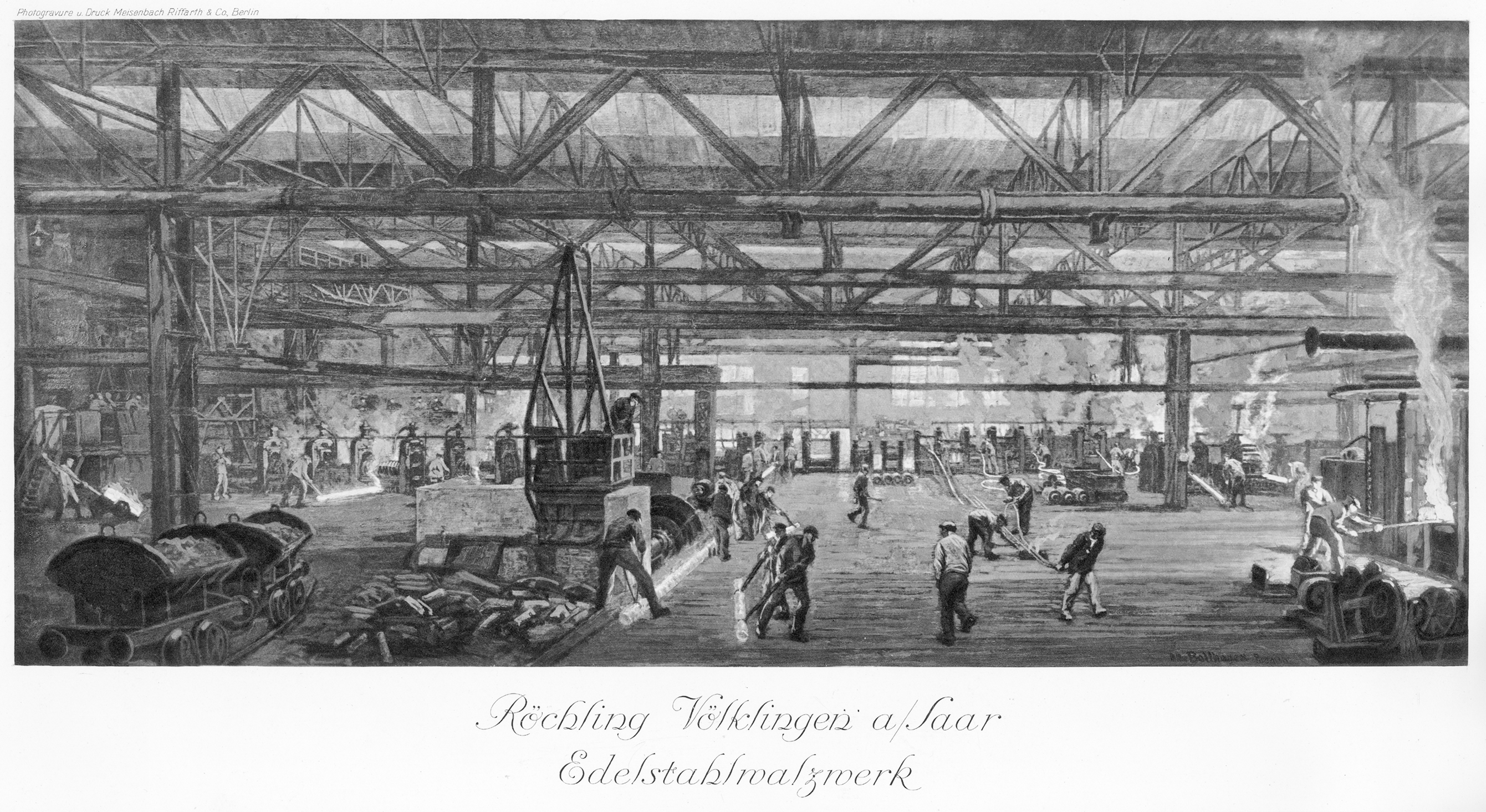
Le site de Völklingen en 1920

- Le site de Völklingen a été fondé en 1873. Il a été dirigé par la famille Röchling[4].Le site de Völklingen en 1920Ces sociétés se sont développées et ont pu compter plusieurs milliers d'employés au cours du XXe siècle. Dans les années 1970, les trois sociétés se sont rapprochées et réorganisées. Ainsi en 1971, les sites de Völklingen et Burbach ont fusionné pour former Stahlwerke Röchling-Burbach GmbH. En 1982, la société a fusionné avec Neunkircher Eisenwerk pour former Arbed Saarstahl GmbH sous la direction d'Arbed. Cela a abouti à Saarstahl Völklingen GmbH en 1986 et Saarstahl AG en 1989[5].

## Activité
Les actions de la Société Saarstahl AG sont détenus par la SHS - Stahl-Holding-Saar GmbH & Co (74,9 %) et la Dillinger Hütte (25,1 %).
La holding est gérée par la Montan-Stiftung Saar, basée à Völklingen.
Les principaux sites de production sont regroupés en Sarre, à Völklingen, Burbach, Neunkirchen, Homburg, St. Ingbert et Luisenthal. Elle y emploie plus de 3 700 salariés. Elle compte d'autre filiales en Allemagne et en France, et des bureaux de vente à l'échelle mondiale. 

## Les principaux sites
Saarstahl dispose actuellement de quatre sites de production en Sarre.
Saarstahl et Dillinger détiennent chacune 50 % des actions de la Zentralkokerei Saar GmbH et de la Roheisengesellschaft Saar GmbH. La cokerie et les hauts fourneaux sont situés à Dillingen Saar, sur le site de la Dillinger Hütte.
Le site de Völklingen emploie plus de 2 400 salariés, notamment au sein de son aciérie dite Linz-Donawitz. Ce procédé est ici utilisé afin d'élaborer des aciers extensibles pour faire, par exemple, du fil machine. Il existe aussi à Völklingen une forge à commande numérique qui est principalement destinée à la fabrication de turbines et de pièces de générateur.
Le site de Burbach emploie 570 salariés et se consacre à la transformation de l'acier brut en en fil d'acier.
Le site de Neunkirchen emploie près de 800 salariés. La ligne de production, qui a été ouverte en 1972 par les frères Stumm de l'époque, produit principalement des produits en fil et en tige qui servent souvent dans l'industrie automobile. Environ 825 000 tonnes d'acier sont traitées à cet endroit.

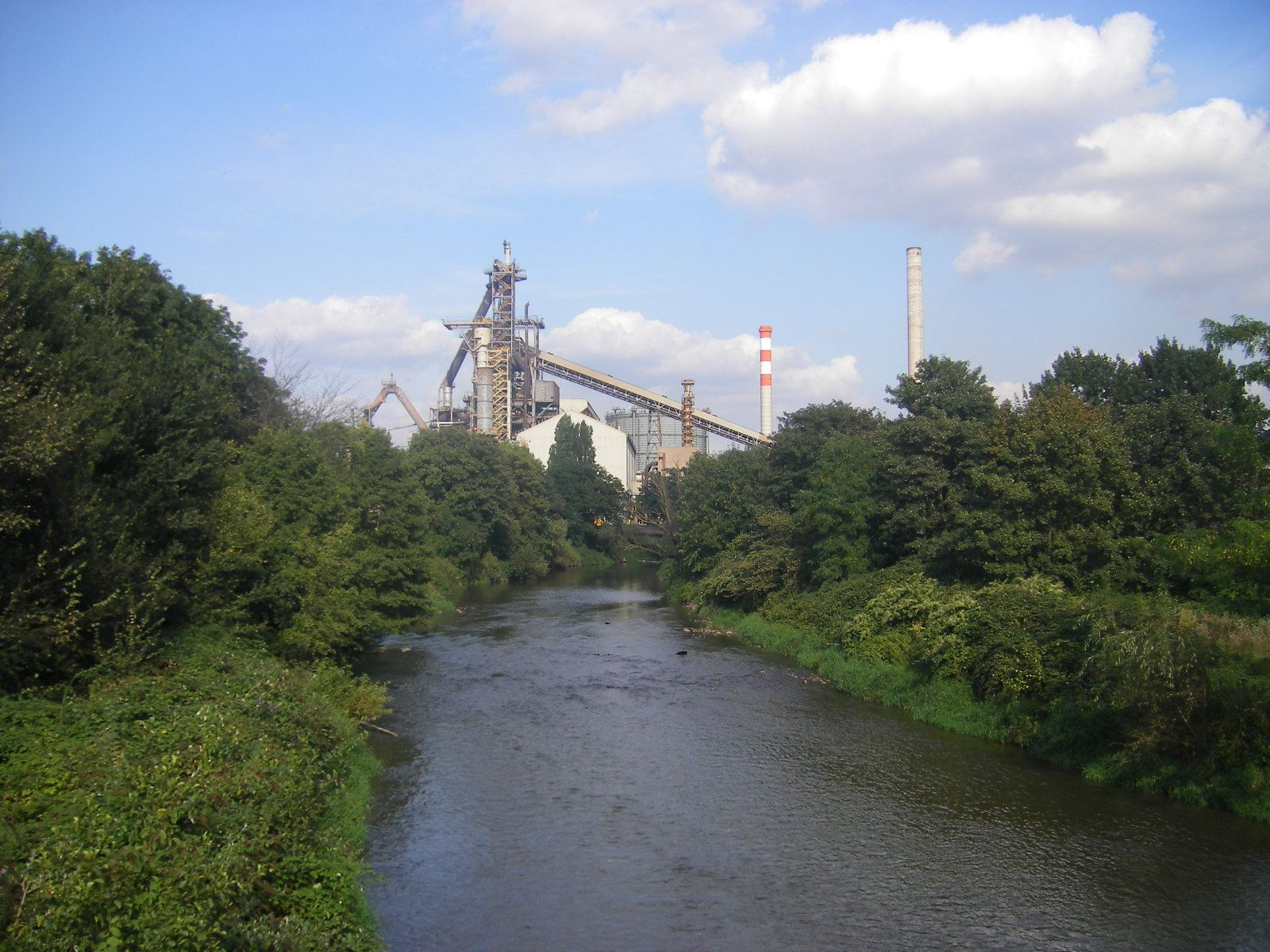
Rogesa
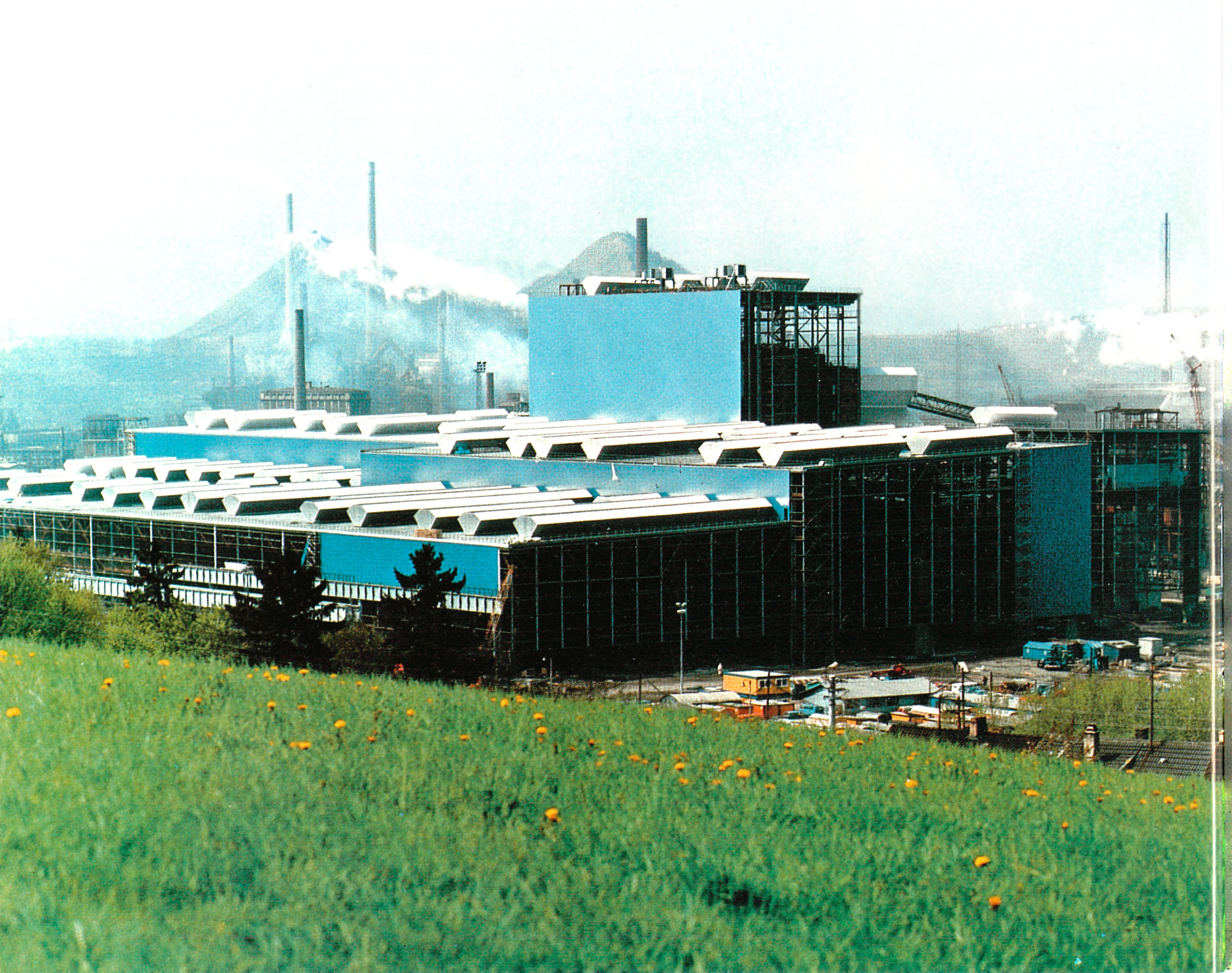
La construction de l'aciérie LD de Völklingen en 1979.

## Les produits
Saarstahl a expédié plus de 1,7 million de tonnes de produits finis en 2020. 65 % de l'acier produit est utilisé dans l'industrie automobile.
57 % de l'acier produit est expédié en Allemagne, 32 % dans les autres États membres de l'Union européenne et 11 % dans le reste du monde.